# ОМ (альбом)
«ОМ» — третий сольный альбом экс-участника команды Krec — Ассаи, выпущенный 17 ноября 2011 года. Альбом был записан с музыкантами Ассаи Music Band и выпущен как интернет-релиз, доступный в свободном скачивании.

## Критика
Артист, который когда-то называл себя Грязный, последовательно, шаг за шагом отступал от своей рэп-ипостаси и пришёл к тому, чему пришёл: инструментальная группа; скорее просто декламация, нежели рэп; музыка, которая в значительно большей степени музыка, чем это принято у рэперов; наконец, пластинка, которая ни словом ни звуком не выдает рэп-происхождения своего автора, однако именно её хочется слушать и переслушивать больше самых нашумевших рэп-релизов сезона.

У пластинки какая-то мощнейшая энергетика, которая сразу пробивает и валит с ног. При этом воспитанные на русрэпе люди могут обломаться из-за отсутствия конкретного посыла. Так им и надо. От семиклассников, надумавших сообщить правду жизни, уже тошно. Ну и если ты растешь как артист, то рано или поздно понимаешь, что вся правда уже сообщена, все открытия сделаны, а все слова сказаны до тебя. И остается только писать: "Мир круглый, крот умный".
— Андрей Никитин (Rap.Ru)
Альбом «ОМ» готовился долгих четыре года, за которые отечественный рэп успел окончательно утвердиться в статусе новой популярной музыки. Такая кропотливая работа пошла релизу на пользу: он прекрасно звучит и в то же время отстоит от хип-хопа гораздо дальше, чем две предыдущие сольные пластинки Ассаи. На невесомые околоджазовые инструменталы (сравнить которые хочется ни много ни мало с The Roots) наслаиваются куплеты самого артиста, ударяющегося чуть ли не в абстрактную поэзию: термин «читка» здесь совершенно не применим. Все это приводит к тому, что «ОМ» несколько размывает аудиторию Ассаи: для массовой популярности он слишком заморочен и интеллигентен, а урбан-сообщество, кажется, уже исключило его из своих рядов. Именно это и мешает многим понять, что перед нами запись неимоверной силы; взять хотя бы песню «Проснись» — нервозную, неуютную вещь, к финалу разворачивающуюся в картину всеобщего безумия. И самое главное: Ассаи транслирует поразительную, давно исчезнувшую из хип-хопа искренность — такую, от которой хочется немедленно куда-то спрятаться.
— Billboard (недоступная ссылка) (недоступная ссылка) Проверено 26 января 2018.

## Список композиций
| №   | Название            | Длительность |
| --- | ------------------- | ------------ |
| 1.  | «29»                | 4:02         |
| 2.  | «Мелани»            | 3:26         |
| 3.  | «Столько жизни»     | 3:46         |
| 4.  | «Прогулки в никуда» | 3:19         |
| 5.  | «Счастье»           | 3:26         |
| 6.  | «Высокий год»       | 4:36         |
| 7.  | «Крот»              | 2:39         |
| 8.  | «Свет новой любви»  | 2:36         |
| 9.  | «Проснись»          | 4:46         |
| 10. | «Пульс»             | 4:12         |
| 11. | «Дача»              | 4:22         |
| 12. | «Бездна»            | 3:22         |
| 13. | «Кристалл»          | 4:06         |
| 14. | «Художник»          | 2:47         |